# Hospital Verge del Toro
L' antic Hospital Verge del Toro és un centre sociosanitari en remodelació. Fou tancat l'any 2007 després de obrir-se el nou Hospital General Mateu Orfila.
Després del seu tancament es va fer conegut degut al programa Cuarto Milenio que donarem veu a la Guàrdia Civil que deien haver presenciat fantasmes.
El 2019, després d'anys de controvèrsies estaba sent reformat per convertir-se en un centre sociosanitari.De 60 habitacions,així com també en un centre de dia